# Gazelle (ウェブブラウザ)
Gazelle（ガゼル、ガゼール）は、マイクロソフトが研究開発中のウェブブラウザであり、それを稼働させるためのオペレーティングシステム環境である。このため「ブラウザベースのOS」「ブラウザOS」などと呼ばれる事もある。

## 概要
Gazelle はマイクロソフトリサーチが2009年初期に発表したウェブブラウザである。
このプロジェクトの主な目的は、オペレーティングシステムの管理権限(principals)などの設計方針を、ブラウザーの構造に反映することにある。
特に、このブラウザーはセキュアなカーネルを持ち、オペレーティングシステムのシステムカーネルをモデルとし、オペレーティングシステムの上でユーザーの多数の処理が動くように、多数のウェブの処理をそれぞれの管理権限にて独立して行う 。この目的はウェブ上の問題のあるコードによる影響を、他の処理に与えないことにある 。ブラウザーのプラグインもまた、管理権限によって管理される。
2009年7月にはGoogleがChrome OSを発表したため、GazelleはGoogleと似た方向性の、マイクロソフトによる競合製品と見られるようになった。
このことは、オペレーティングシステムの役割がブラウザーと比較して低下している、というだけではなく、ブラウザーはオペレーティングシステムによって更に強化されるという事を意味している。
なお、名称のGazelleは、動物のガゼルより。またマイクロソフトは、Gazelleは、すぐにMicrosoft WindowsやInternet Explorerに取って代わるものではないとしている。

## 参照
1. ↑  "The Multi-Principal OS Construction of the Gazelle Web Browser" (Microsoft Research whitepaper, PDF)
2. 1 2 3 4  "Gazelle: Applying Operating System Concepts to the Browser" en:OSNews July 7, 2009
3. 1 2  "Microsoft's Gazelle browser takes a radical path" CNet July 7, 2009
4. ↑  "Google’s Chrome OS vs. Windows" en:The Week July 8, 2009
5. ↑  "Google Chrome OS: is it copying Microsoft's Gazelle or is it more like Splashtop?" The Guardian July 8, 2009